# Bothrogonia keralana
Bothrogonia keralana är en insektsart som beskrevs av Young 1986. Bothrogonia keralana ingår i släktet Bothrogonia och familjen dvärgstritar. Inga underarter finns listade i Catalogue of Life.